# Nitrosazione
La nitrosazione è una reazione della chimica organica che consiste nell'introdurre in una molecola organica il gruppo nitroso -N=O, sia al posto di un atomo di idrogeno sia per trasformazione di un gruppo preesistente.
La nitrosazione diretta si può realizzare con acido nitroso HNO2, generato al momento della reazione da un nitrito alcalino ed un acido forte, poiché l'acido non è stabile e non può essere conservato. I nitrosoderivati possono essere ottenuti anche per riduzione dei corrispondenti nitroderivati.